# 24 Heures du Mans 2001
Navigation
Édition précédente Édition suivante
Les 24 Heures du Mans 2001 sont la 69e édition de l'épreuve et se déroulent les 16 et 17 juin 2001 sur le circuit des 24 Heures.

## Nombre de pilotes qualifiés pour la course
Lors de cette soixante-neuvième édition des 24 Heures du Mans, 144 pilotes sont au départ. Les femmes reviennent en nombre avec pas moins de trois participantes.
| 43 Français | 21 Britanniques | 16 Américains   | 10 Belges     | 8 Japonais    |
| 7 Italiens  | 5 Allemands     | 4 Canadiens     | 4 Danois      | 4 Néerlandais |
| 3 Portugais | 3 Sud-Africains | 3 Suisses       | 2 Autrichiens | 2 Monégasques |
| 2 Suédois   | 1 Australien    | 1 Espagnol      | 1 Finlandais  | 1 Irlandais   |
| 1 Marocain  | 1 Néo-Zélandais | 1 Vénézuélienne |               |               |

## Déroulement de la course

### Classements intermédiaires
| Pos. | Après la 1re heure | Après la 1re heure                                                        | Après 6 heures | Après 6 heures                                                               | Après 12 heures | Après 12 heures                                                              | Après 18 heures | Après 18 heures                                                              |
| Pos. | n°                 | Voiture / Pilotes                                                         | n°             | Voiture / Pilotes                                                            | n°              | Voiture / Pilotes                                                            | n°              | Voiture / Pilotes                                                            |
| ---- | ------------------ | ------------------------------------------------------------------------- | -------------- | ---------------------------------------------------------------------------- | --------------- | ---------------------------------------------------------------------------- | --------------- | ---------------------------------------------------------------------------- |
| 1    | 7                  | Team Bentley Bentley EXP Speed 8 (LMGTP) Brundle - Ortelli - Smith        | 1              | Audi Sport Team Joest Audi R8 (LMP900) Biela - Pirro - Kristensen            | 1               | Audi Sport Team Joest Audi R8 (LMP900) Biela - Pirro - Kristensen            | 1               | Audi Sport Team Joest Audi R8 (LMP900) Biela - Pirro - Kristensen            |
| 2    | 11                 | Panoz Motor Sports Panoz LMP-07 (LMP900) Graf - Davies - Formato          | 2              | Audi Sport North America Audi R8 (LMP900) Aïello - Capello - Pescatori       | 2               | Audi Sport North America Audi R8 (LMP900) Aïello - Capello - Pescatori       | 2               | Audi Sport North America Audi R8 (LMP900) Aïello - Capello - Pescatori       |
| 3    | 1                  | Audi Sport Team Joest Audi R8 (LMP900) Biela - Pirro - Kristensen         | 3              | Champion Racing Audi R8 (LMP900) Herbert - Theys - Kelleners                 | 8               | Team Bentley Bentley EXP Speed 8 (LMGTP) Wallace - Leitzinger - van de Poele | 8               | Team Bentley Bentley EXP Speed 8 (LMGTP) Wallace - Leitzinger - van de Poele |
| 4    | 10                 | Team Den Blå Avis / Team Goh Dome S101 (LMP900) Nielsen - Katoh - Elgaard | 8              | Team Bentley Bentley EXP Speed 8 (LMGTP) Wallace - Leitzinger - van de Poele | 38              | ROC Auto Reynard 2KQ-LM (LMP675) Gené - Deletraz - Fabre                     | 16              | Team PlayStation Oreca Chrysler LMP (LM900) Beretta - Wendlinger - Lamy      |
| 5    | 17                 | Pescarolo Sport Courage C60 (LMP900) Bourdais - Boullion - Redon          | 17             | Pescarolo Sport Courage C60 (LMP900) Bourdais - Boullion - Redon             | 6               | DAMS Cadillac Northstar LMP01 (LMP900) Taylor - Angelelli - Tinseau          | 17              | Pescarolo Sport Courage C60 (LMP900) Bourdais - Boullion - Redon             |

### Classement final de la course

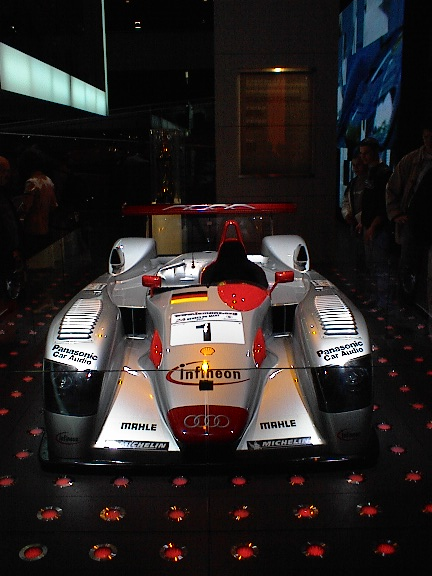
L'Audi R8, victorieuse de l'édition 2001.

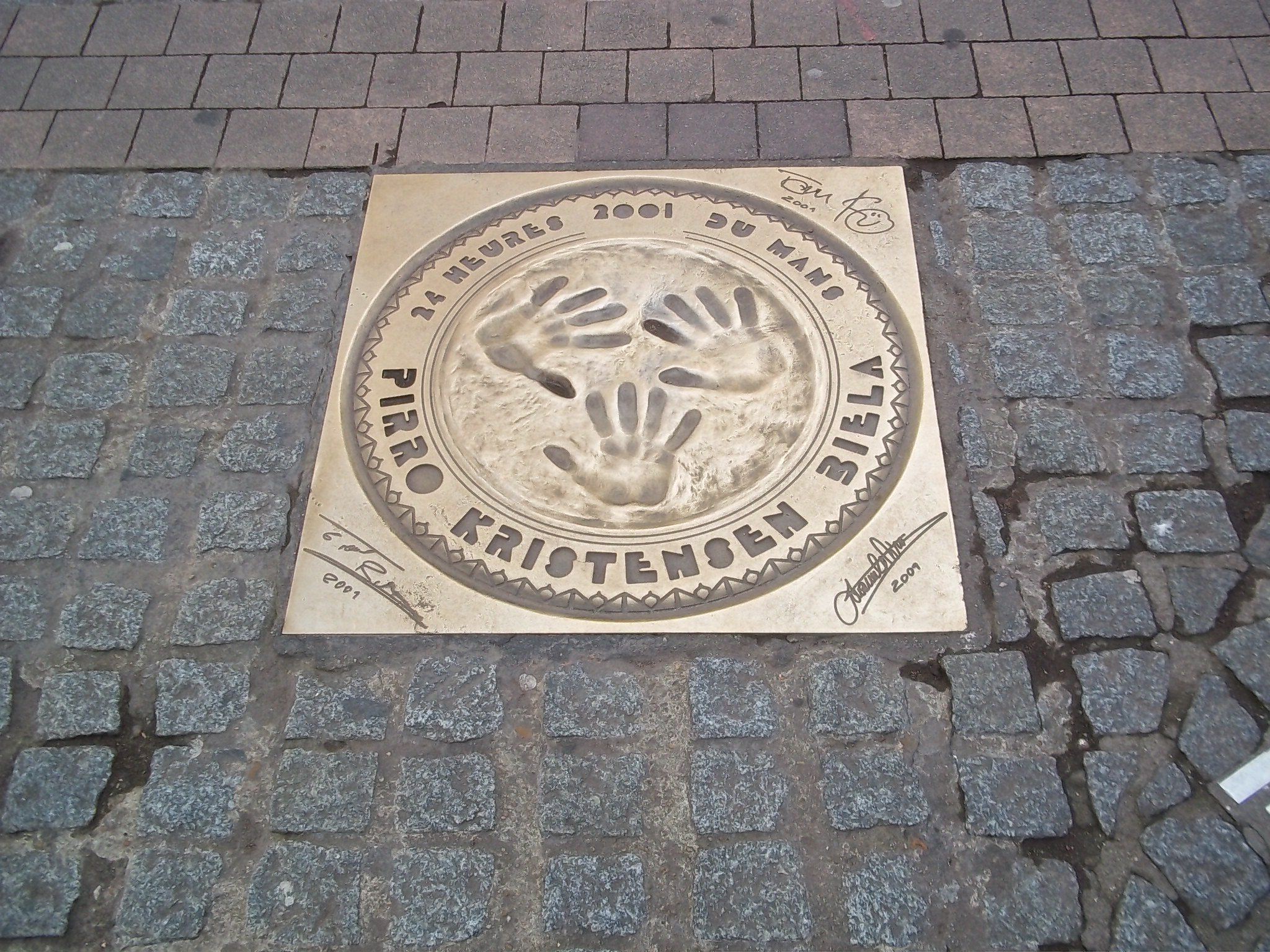
Plaque de bronze des empreintes de Emanuele Pirro, Tom Kristensen et Frank Biela, vainqueurs des 24 Heures du Mans 2001.

Voici le classement officiel au terme des 24 heures de course.
- Les vainqueurs de chaque catégorie sont signalés par un fond jauni.
- Pour la colonne Pneus, il faut passer le curseur au-dessus du modèle pour connaître le manufacturier de pneumatiques.

| Pos.  | Catégorie | N° | Écurie                                       | Pilotes                                                   | Châssis                          | Pneus | Tours |
| Pos.  | Catégorie | N° | Écurie                                       | Pilotes                                                   | Moteur                           | Pneus | Tours |
| ----- | --------- | -- | -------------------------------------------- | --------------------------------------------------------- | -------------------------------- | ----- | ----- |
| 1     | LMP900    | 1  | Audi Sport Team Joest                        | Frank Biela Emanuele Pirro Tom Kristensen                 | Audi R8                          | M     | 321   |
| 1     | LMP900    | 1  | Audi Sport Team Joest                        | Frank Biela Emanuele Pirro Tom Kristensen                 | Audi 3.6L Turbo V8               | M     | 321   |
| 2     | LMP900    | 2  | Audi Sport North America                     | Laurent Aïello Rinaldo Capello Christian Pescatori        | Audi R8                          | M     | 320   |
| 2     | LMP900    | 2  | Audi Sport North America                     | Laurent Aïello Rinaldo Capello Christian Pescatori        | Audi 3.6L Turbo V8               | M     | 320   |
| 3     | LMGTP     | 8  | Team Bentley                                 | Andy Wallace Butch Leitzinger Eric van de Poele           | Bentley EXP Speed 8              | D     | 306   |
| 3     | LMGTP     | 8  | Team Bentley                                 | Andy Wallace Butch Leitzinger Eric van de Poele           | Bentley (Audi) 3.6L Turbo V8     | D     | 306   |
| 4     | LMP900    | 16 | Team PlayStation Oreca                       | Olivier Beretta Karl Wendlinger Pedro Lamy                | Chrysler LMP                     | M     | 298   |
| 4     | LMP900    | 16 | Team PlayStation Oreca                       | Olivier Beretta Karl Wendlinger Pedro Lamy                | Mopar 6.0L V8                    | M     | 298   |
| 5     | LMP675    | 38 | ROC Auto                                     | Jordi Gené Jean-Denis Delétraz Pascal Fabre               | Reynard 2KQ-LM                   | M     | 284   |
| 5     | LMP675    | 38 | ROC Auto                                     | Jordi Gené Jean-Denis Delétraz Pascal Fabre               | Volkswagen HPT16 2.0L Turbo I4   | M     | 284   |
| 6     | GT        | 83 | Seikel Motorsport                            | Gabrio Rosa Fabio Babini Luca Drudi                       | Porsche 911 GT3 RS (996)         | Y     | 283   |
| 6     | GT        | 83 | Seikel Motorsport                            | Gabrio Rosa Fabio Babini Luca Drudi                       | Porsche 3.6L Flat-6              | Y     | 283   |
| 7     | GT        | 77 | Freisinger Motorsport                        | Gunnar Jeannette Romain Dumas Philippe Haezebrouck        | Porsche 911 GT3 RS (996)         | Y     | 282   |
| 7     | GT        | 77 | Freisinger Motorsport                        | Gunnar Jeannette Romain Dumas Philippe Haezebrouck        | Porsche 3.6L Flat-6              | Y     | 282   |
| 8     | GTS       | 63 | Corvette Racing                              | Ron Fellows Scott Pruett Johnny O'Connell                 | Chevrolet Corvette C5-R          | G     | 278   |
| 8     | GTS       | 63 | Corvette Racing                              | Ron Fellows Scott Pruett Johnny O'Connell                 | Chevrolet 7.0L V8                | G     | 278   |
| 9     | GT        | 75 | Perspective Racing                           | Thierry Perrier Michel Neugarten Nigel Smith              | Porsche 911 GT3 RS (996)         | D     | 275   |
| 9     | GT        | 75 | Perspective Racing                           | Thierry Perrier Michel Neugarten Nigel Smith              | Porsche 3.6L Flat-6              | D     | 275   |
| 10    | GT        | 80 | Larbre Compétition                           | Jean-Luc Chéreau Patrice Goueslard Sébastien Dumez        | Porsche 911 GT3 RS               | M     | 274   |
| 10    | GT        | 80 | Larbre Compétition                           | Jean-Luc Chéreau Patrice Goueslard Sébastien Dumez        | Porsche 3.6L Flat-6              | M     | 274   |
| 11    | GT        | 72 | Team Taisan Advan                            | Hideo Fukuyama Atsushi Yogō (de) Kazuyuki Nishikawa       | Porsche 911 GT3 RS (996)         | Y     | 273   |
| 11    | GT        | 72 | Team Taisan Advan                            | Hideo Fukuyama Atsushi Yogō (de) Kazuyuki Nishikawa       | Porsche 3.6L Flat-6              | Y     | 273   |
| 12    | GT        | 82 | Seikel Motorsport                            | "Tony" Burgess (de) Max Cohen-Olivar Andrew Bagnall       | Porsche 911 GT3 RS (996)         | Y     | 272   |
| 12    | GT        | 82 | Seikel Motorsport                            | "Tony" Burgess (de) Max Cohen-Olivar Andrew Bagnall       | Porsche 3.6L Flat-6              | Y     | 272   |
| 13    | LMP900    | 17 | Pescarolo Sport                              | Sébastien Bourdais Jean-Christophe Boullion Laurent Redon | Courage C60                      | M     | 271   |
| 13    | LMP900    | 17 | Pescarolo Sport                              | Sébastien Bourdais Jean-Christophe Boullion Laurent Redon | Peugeot A32 3.2L Turbo V6        | M     | 271   |
| 14    | GTS       | 64 | Corvette Racing                              | Andy Pilgrim Kelly Collins Franck Fréon                   | Chevrolet Corvette C5-R          | G     | 271   |
| 14    | GTS       | 64 | Corvette Racing                              | Andy Pilgrim Kelly Collins Franck Fréon                   | Chevrolet 7.0L V8                | G     | 271   |
| 15    | LMP900    | 6  | DAMS                                         | Wayne Taylor Max Angelelli Christophe Tinseau             | Cadillac Northstar LMP01         | M     | 270   |
| 15    | LMP900    | 6  | DAMS                                         | Wayne Taylor Max Angelelli Christophe Tinseau             | Cadillac Northstar 4.0L Turbo V8 | M     | 270   |
| 16    | GT        | 76 | PK Sport Ricardo Engineering                 | Mike Youles Dave Warnock Stephen Day                      | Porsche 911 GT3 RS (996)         | D     | 265   |
| 16    | GT        | 76 | PK Sport Ricardo Engineering                 | Mike Youles Dave Warnock Stephen Day                      | Porsche 3.6L Flat-6              | D     | 265   |
| 17    | GT        | 74 | Warm-Up Luc Alphand Aventures JMB Racing     | Luc Alphand Michel Liggonet Luis Marques                  | Porsche 911 GT3 RS (996)         | M     | 265   |
| 17    | GT        | 74 | Warm-Up Luc Alphand Aventures JMB Racing     | Luc Alphand Michel Liggonet Luis Marques                  | Porsche 3.6L Flat-6              | M     | 265   |
| 18    | GTS       | 60 | Saleen-Allen Speedlab                        | Franz Konrad Oliver Gavin Terry Borcheller                | Saleen S7-R                      | G     | 246   |
| 18    | GTS       | 60 | Saleen-Allen Speedlab                        | Franz Konrad Oliver Gavin Terry Borcheller                | Ford 7.0L V8                     | G     | 246   |
| 19    | LMP675    | 30 | Gérard Welter                                | Stéphane Daoudi Yojiro Terada Jean-René de Fournoux       | WR LMP01                         | M     | 245   |
| 19    | LMP675    | 30 | Gérard Welter                                | Stéphane Daoudi Yojiro Terada Jean-René de Fournoux       | Peugeot 2.0L Turbo I4            | M     | 245   |
| 20    | GTS       | 58 | Larbre Compétition                           | Christophe Bouchut Jean-Phillipe Belloc Tiago Monteiro    | Dodge Viper GTS-R                | M     | 234   |
| 20    | GTS       | 58 | Larbre Compétition                           | Christophe Bouchut Jean-Phillipe Belloc Tiago Monteiro    | Chrysler 8.0L V10                | M     | 234   |
| N. c. | GT        | 79 | Noël del Bello Racing                        | Sylvain Noël Jean-Luc Maury-Laribière Georges Forgeois    | Porsche 911 GT3 RS (996)         | D     | 193   |
| N. c. | GT        | 79 | Noël del Bello Racing                        | Sylvain Noël Jean-Luc Maury-Laribière Georges Forgeois    | Porsche 3.6L Flat-6              | D     | 193   |
| Abd.  | LMP900    | 14 | Team Oreca                                   | Seiji Ara Masahiko Kondo Ni Amorim                        | Chrysler LMP                     | M     | 243   |
| Abd.  | LMP900    | 14 | Team Oreca                                   | Seiji Ara Masahiko Kondo Ni Amorim                        | Mopar 6.0L V8                    | M     | 243   |
| Abd.  | GTS       | 62 | Ecurie Ecosse Ray Mallock Ltd.               | Johnny Mowlem Ian McKellar Bruno Lambert                  | Saleen S7-R                      | D     | 175   |
| Abd.  | GTS       | 62 | Ecurie Ecosse Ray Mallock Ltd.               | Johnny Mowlem Ian McKellar Bruno Lambert                  | Ford 7.0L V8                     | D     | 175   |
| Abd.  | LMP900    | 9  | Racing for Holland                           | Jan Lammers Donny Crevels Val Hillebrand                  | Dome S101                        | M     | 156   |
| Abd.  | LMP900    | 9  | Racing for Holland                           | Jan Lammers Donny Crevels Val Hillebrand                  | Judd GV4 4.0L V10                | M     | 156   |
| Abd.  | LMP900    | 20 | Team Ascari                                  | Werner Lupberger (en) Ben Collins Harri Toivonen          | Ascari A410                      | G     | 134   |
| Abd.  | LMP900    | 20 | Team Ascari                                  | Werner Lupberger (en) Ben Collins Harri Toivonen          | Judd GV4 4.0L V10                | G     | 134   |
| Abd.  | LMP900    | 15 | Viper Team Oreca                             | Yannick Dalmas Stéphane Sarrazin Franck Montagny          | Chrysler LMP                     | M     | 126   |
| Abd.  | LMP900    | 15 | Viper Team Oreca                             | Yannick Dalmas Stéphane Sarrazin Franck Montagny          | Mopar 6.0L V8                    | M     | 126   |
| Abd.  | GT        | 70 | Aspen Knolls Racing Michael Colucci Racing   | Bob Mazzuoccola Vic Rice Cort Wagner                      | Callaway C12-R                   | G     | 98    |
| Abd.  | GT        | 70 | Aspen Knolls Racing Michael Colucci Racing   | Bob Mazzuoccola Vic Rice Cort Wagner                      | Chevrolet 7.0L V8                | G     | 98    |
| Abd.  | LMP675    | 36 | Dick Barbour Racing                          | Didier de Radiguès Sascha Maassen Hideshi Matsuda         | Reynard 01Q-LM                   | G     | 95    |
| Abd.  | LMP675    | 36 | Dick Barbour Racing                          | Didier de Radiguès Sascha Maassen Hideshi Matsuda         | Judd GV675 3.4L V8               | G     | 95    |
| Abd.  | LMP675    | 32 | KnightHawk Racing Roock Racing International | Claudia Hürtgen Rich Fairbanks Chris Gleason              | Lola B2K/40                      | A     | 94    |
| Abd.  | LMP675    | 32 | KnightHawk Racing Roock Racing International | Claudia Hürtgen Rich Fairbanks Chris Gleason              | Nissan 3.4L V6                   | A     | 94    |
| Abd.  | LMP675    | 33 | MG Sport & Racing Ltd.                       | Julian Bailey Mark Blundell Kevin McGarrity               | MG-Lola EX257                    | M     | 92    |
| Abd.  | LMP675    | 33 | MG Sport & Racing Ltd.                       | Julian Bailey Mark Blundell Kevin McGarrity               | MG (AER) XP20 2.0L Turbo I4      | M     | 92    |
| Abd.  | LMP900    | 11 | Panoz Motor Sports                           | Klaus Graf Jamie Davies Gary Formato                      | Panoz LMP07                      | M     | 86    |
| Abd.  | LMP900    | 11 | Panoz Motor Sports                           | Klaus Graf Jamie Davies Gary Formato                      | Élan (Zytek) 4.0L V8             | M     | 86    |
| Abd.  | LMP900    | 12 | Panoz Motor Sports                           | David Brabham Jan Magnussen Franck Lagorce                | Panoz LMP07                      | M     | 85    |
| Abd.  | LMP900    | 12 | Panoz Motor Sports                           | David Brabham Jan Magnussen Franck Lagorce                | Élan (Zytek) 4.0L V8             | M     | 85    |
| Abd.  | LMP900    | 3  | Champion Racing                              | Johnny Herbert Didier Theys Ralf Kelleners                | Audi R8                          | M     | 81    |
| Abd.  | LMP900    | 3  | Champion Racing                              | Johnny Herbert Didier Theys Ralf Kelleners                | Audi 3.6L Turbo V8               | M     | 81    |
| Abd.  | LMP900    | 10 | Team Den Blå Avis Team Goh                   | John Nielsen Hiroki Katoh Casper Elgaard                  | Dome S101                        | G     | 66    |
| Abd.  | LMP900    | 10 | Team Den Blå Avis Team Goh                   | John Nielsen Hiroki Katoh Casper Elgaard                  | Judd GV4 4.0L V10                | G     | 66    |
| Abd.  | LMP900    | 21 | Team Ascari                                  | Klaas Zwart Xavier Pompidou Scott Maxwell                 | Ascari A410                      | G     | 66    |
| Abd.  | LMP900    | 21 | Team Ascari                                  | Klaas Zwart Xavier Pompidou Scott Maxwell                 | Judd GV4 4.0L V10                | G     | 66    |
| Abd.  | GTS       | 55 | Paul Belmondo Racing                         | Vincent Vosse Vanina Ickx Carl Rosenblad                  | Dodge Viper GTS-R                | D     | 61    |
| Abd.  | GTS       | 55 | Paul Belmondo Racing                         | Vincent Vosse Vanina Ickx Carl Rosenblad                  | Chrysler 8.0L V10                | D     | 61    |
| Abd.  | LMGTP     | 7  | Team Bentley                                 | Martin Brundle Stéphane Ortelli Guy Smith                 | Bentley EXP Speed 8              | D     | 56    |
| Abd.  | LMGTP     | 7  | Team Bentley                                 | Martin Brundle Stéphane Ortelli Guy Smith                 | Bentley (Audi) 3.6L Turbo V8     | D     | 56    |
| Abd.  | LMP900    | 5  | DAMS                                         | Éric Bernard Emmanuel Collard Marc Goossens               | Cadillac Northstar LMP01         | M     | 56    |
| Abd.  | LMP900    | 5  | DAMS                                         | Éric Bernard Emmanuel Collard Marc Goossens               | Cadillac Northstar 4.0L Turbo V8 | M     | 56    |
| Abd.  | LMP900    | 19 | SMG Compétition                              | Philippe Gache Jérôme Policand Anthony Beltoise           | Courage C60                      | M     | 51    |
| Abd.  | LMP900    | 19 | SMG Compétition                              | Philippe Gache Jérôme Policand Anthony Beltoise           | Judd GV4 4.0L V10                | M     | 51    |
| Abd.  | GTS       | 56 | Paul Belmondo Racing                         | Grégoire de Galzain Anthony Kumpen Jean-Claude Lagniez    | Dodge Viper GTS-R                | D     | 44    |
| Abd.  | GTS       | 56 | Paul Belmondo Racing                         | Grégoire de Galzain Anthony Kumpen Jean-Claude Lagniez    | Chrysler 8.0L V10                | D     | 44    |
| Abd.  | GT        | 71 | Racing Engineering                           | Robin Donovan Terry Lingner Chris MacAllister             | Porsche 911 GT3 RS (996)         | D     | 44    |
| Abd.  | GT        | 71 | Racing Engineering                           | Robin Donovan Terry Lingner Chris MacAllister             | Porsche 3.6L Flat-6              | D     | 44    |
| Abd.  | LMP900    | 18 | Pescarolo Sport                              | Emmanuel Clérico Didier Cottaz Boris Derichebourg         | Courage C60                      | M     | 42    |
| Abd.  | LMP900    | 18 | Pescarolo Sport                              | Emmanuel Clérico Didier Cottaz Boris Derichebourg         | Peugeot A32 3.2L Turbo V6        | M     | 42    |
| Abd.  | LMP900    | 4  | Johansson Motorsport                         | Stefan Johansson Tom Coronel Patrick Lemarié              | Audi R8                          | M     | 35    |
| Abd.  | LMP900    | 4  | Johansson Motorsport                         | Stefan Johansson Tom Coronel Patrick Lemarié              | Audi 3.6L Turbo V8               | M     | 35    |
| Abd.  | LMP675    | 34 | MG Sport & Racing Ltd.                       | Anthony Reid Warren Hughes Jonny Kane                     | MG-Lola EX257                    | M     | 30    |
| Abd.  | LMP675    | 34 | MG Sport & Racing Ltd.                       | Anthony Reid Warren Hughes Jonny Kane                     | MG (AER) XP20 2.0L Turbo I4      | M     | 30    |
| Abd.  | LMP675    | 37 | Dick Barbour Racing                          | John Graham Milka Duno David Murry                        | Reynard 01Q-LM                   | G     | 4     |
| Abd.  | LMP675    | 37 | Dick Barbour Racing                          | John Graham Milka Duno David Murry                        | Judd GV675 3.4L V8               | G     | 4     |
| Abd.  | GTS       | 61 | Konrad Motorsport                            | Walter Brun Toni Seiler Charles Slater                    | Saleen S7-R                      | G     | 4     |
| Abd.  | GTS       | 61 | Konrad Motorsport                            | Walter Brun Toni Seiler Charles Slater                    | Ford 7.0L V8                     | G     | 4     |
| Abd.  | GTS       | 57 | Équipe de France FFSA Epsilon Sport Oreca    | David Terrien Jonathan Cochet Jean-Philippe Dayraut       | Dodge Viper GTS-R                | M     | 4     |
| Abd.  | GTS       | 57 | Équipe de France FFSA Epsilon Sport Oreca    | David Terrien Jonathan Cochet Jean-Philippe Dayraut       | Chrysler 8.0L V10                | M     | 4     |
| Abd.  | LMP675    | 35 | S & R Rowan Racing Ltd.                      | Warren Carway Martin O'Connell François Migault           | Pilbeam MP84                     | A     | 3     |
| Abd.  | LMP675    | 35 | S & R Rowan Racing Ltd.                      | Warren Carway Martin O'Connell François Migault           | Nissan (AER) VQL 3.0L V6         | A     | 3     |

## Pole position et record du tour
- Pole position : Rinaldo Capello sur l'Audi R8 no 2 (Audi Sport North America) en 3 min 32 s 429.
- Meilleur tour en course : Laurent Aiello sur l'Audi R8 no 2 (Audi Sport North America) en 3 min 39 s 429 au 3e tour.

## Tours en tête
- Audi R8 no 1 - Audi Sport Team Joest : 302 tours (15-18 / 22-129 / 132-321)
- Bentley EXP Speed 8 no 7 - Team Bentley : 11 tours (7-14 / 19-21)
- Audi R8 no 2 - Audi Sport North America : 8 tours (1-6 / 130-131)

## À noter
- Longueur du circuit : 13,605 km
- Distance parcourue : 4 381,65 km
- Vitesse moyenne : 180,949 km/h
- Écart avec le 2e : 13,605 km
- 190 000 spectateurs